# 福宁山民会馆
福宁山民会馆，又称福宁三明会馆，位于福建省霞浦县松城街道旗下街6号，是由福宁地区畲族民众自发组建、中国历史上唯一跨省、跨地区的畲族会馆，始建于清朝光绪二十五年（1899年），现馆址落成开馆于民国9年（1920年），鼎盛时期的会员多达2000多人，地域影响力横跨闽浙两省17县，集资一度达千余元。2009年11月16日，福宁山民会馆入选第七批福建省文物保护单位，类型为古建筑。
福宁山民会馆在创办期间，承接针对畲族人的包括法律诉讼、免费住宿等公益性活动，每逢重要节日则组织两省十余县的畲族人民在重要节日祭祖，并传唱了许多现已列入中华人民共和国国家级非物质文化遗产的畲族小说歌，在畲族历史上具有极其重要的地位。

## 背景
畲族是中国的少数民族之一，早在7世纪初的隋唐时期，畲族人便已居住在闽粤赣一带的闽南及潮汕地区，宋朝年间，部分畲族人向闽东、闽北一带迁徙，迟至明清时期，大量畲族人在闽东定居繁衍，会馆所在的霞浦县时至今日是全中华人民共和国畲族人口第二大县。此外，占中华人民共和国畲族人口24%的浙南畲族亦是自闽东地区迁入，甚至在后期自浙南迁回闽东，历史上的联系使两地区的畲民关系密切。
福宁山民会馆的兴建缘于清朝光绪二十四年（1898年）刑部主事钟大琨对福建省福宁府地区的考察。在考察过程中，他发现福宁一带有一些装束与汉人不同的山民（即畲族族群），因不满汉人称他们为“畲”而常与汉人起争端，钟大琨遂向他们保证，如果他们能够改穿与平民相同的衣着便可免去此称谓，福建按察使司遂发布《告示》，一面呼吁大众停止称山民为“畲”，一面要求山民更改装束以消除人们的歧见。福宁府接到告示后，向山里各地散发通知，要求各地山民前来领取，这些山民因府城（霞浦县）没有畲族客栈而感到不便，遂筹资在霞浦西门外买下一座四扇的瓦房，作为专门供畲人住宿的客栈，并设立“盘护忠勇王”神位，定期祭祀。

## 历史

### 清朝至民国时期
山民会馆建立后，成为当地畲族人的议事场所，亦是来福宁府城落脚的畲民免费住宿、自理饮食的公益驿站。民国元年（1912年），霞浦西附城区乡农会在山民会馆内成立，畲族人士蓝齐业、蓝萼芬分别担任正副会长，中华民国成立之初的几年中，会馆逐渐成为福宁地区畲民民事纠纷的处理地。民国3年（1914年），蓝文蔚成为会馆领导人之一，他认为“山民”一词有些土俗，便将之取谐音改名为“福宁三民会馆”，随后为避免和三民主义混淆而再谐音为“福宁三明会馆”，取意日、月、星（或福、禄、寿）三星高照。蓝文蔚主事期间，浙江泰顺、景宁等地兴办的学堂发生不准畲族人入学的事件，蓝以三明会馆董事律师的名义赴泰顺诉讼并胜诉，使得三明会馆名噪一时。至民国5年（1916年），来自闽浙两省十几个县的畲族人纷纷请求加入会馆，会员一时达到两千余名。
会馆的规模空前扩大后，为适应日渐增多的事务活动，会馆领导人决定将会馆迁到县城中心。民国8年（1919年），在当地乡绅王邦怀的帮助下，畲民在霞浦县城的旗下街买下一块地并进行装修，翌年正式落成迁址，该地址即为现今会馆所在地。自迁入霞浦县城关后，山民会馆的馆务日渐增多，往来于霞浦的畲族商人常在此落脚，外地就学于当时为闽东地区最高学府的福建省立霞浦中学的畲族学生也时有寄宿于此。
民国15年（1926年），霞浦发生了一宗牵扯畲民与汉民的命案，董事蓝起斌代理原告，蓝文蔚为状师，但在被告与亲戚法医串通、以及与蓝文蔚有过节的县知事郭荦的庇护下，这场诉讼以原告败诉结案，蓝起斌甚至被以“诬告罪”反坐而逮捕入狱半年，蓝文蔚努力上诉却无济于事，该事件后，会馆威望大幅下降。民国16年（1927年），以林宝琦为首的“自治军”占领县城，蓝文蔚等会馆领导人逃离县城，后县城虽得以收复，会馆却被来自三都岛的海軍陸戰隊占驻，因此元气大伤，活动无法恢复。
第一次国共内战期间，受中国工农红军活动及国军清鄉运动的影响，许多畲村村民逃到会馆避难，一时使馆内居民多达百余人，部分畲民只能在馆内搭建石灶才得以做饭。民国35年（1946年）11月，闽东各地畲人筹资重建会馆，经时任霞浦县县长刘仇签署同意并呈报省政府登记，三明会馆正式成为登记在册的“苗夷民族”的“公益团体组织”。修缮后的会馆竖立了畲族抗战阵亡将士的灵位，添置了一些新用具，为畲民打了一些官司，元气有所恢复。

### 中华人民共和国时期
1950年，中华人民共和国政府发动土地改革运动，山民会馆被当做公产处理，并未被没收、再分配，会馆的房产归老住户所有，除每年都有山民前来祭拜、寻根外，会馆的活动基本停止。1966年，随着文化大革命的爆发，红卫兵以“破四旧”为名将会馆里的牌位等悉数焚毁、拆除，此后会馆的产权改归平民所有。拨乱反正后，有关部门开始关注山民会馆，不时会有畲族宗人、学界人士到此参访。2005年，福宁山民会馆成为霞浦县文物保护单位，2007年，畲民召开“畲族三明会馆研讨会”，重新成立三明会馆董事会。2009年，福宁山民会馆入选第七批福建省文物保护单位，2015年，霞浦县文化体育出版局成立福宁三明会馆管理领导小组，负责对三明会馆和董事会的管理。
2010年代，畲族部分人士试图从当地居民手中回收会馆的产权，但由于资金不足，无法给原住户提供补偿，故始终未能成功，他们另选新址建立了会馆。然而，在2010年代至2023年间，畲族人大代表、政协委员还是多次向霞浦相关部门提出回收旧会馆产权的申请。2020年，霞浦县文旅局组织了协调会，试图解决该馆的产权问题，明确产权人为文物保护的第一责任人，松城街道、松兴社区为管理责任，县民族宗教事务局和文化旅游局为监管责任，此后福建省文旅厅拨款20多万元人民币用以修缮山民会馆内文物。翌年，霞浦县有关部门制定了《2021年霞浦县文化遗产提升方案》，将山民会馆产权回收问题列入其中。2022年5月，霞浦县调拨180万元人民币的资金，用以回收山民会馆之产权，截至2022年，山民会馆内有7户人仍然在住，2023年，霞浦县完成了对山民会馆内住户的清空工作。目前，相关产权处理行动仍在进行中。

## 建筑

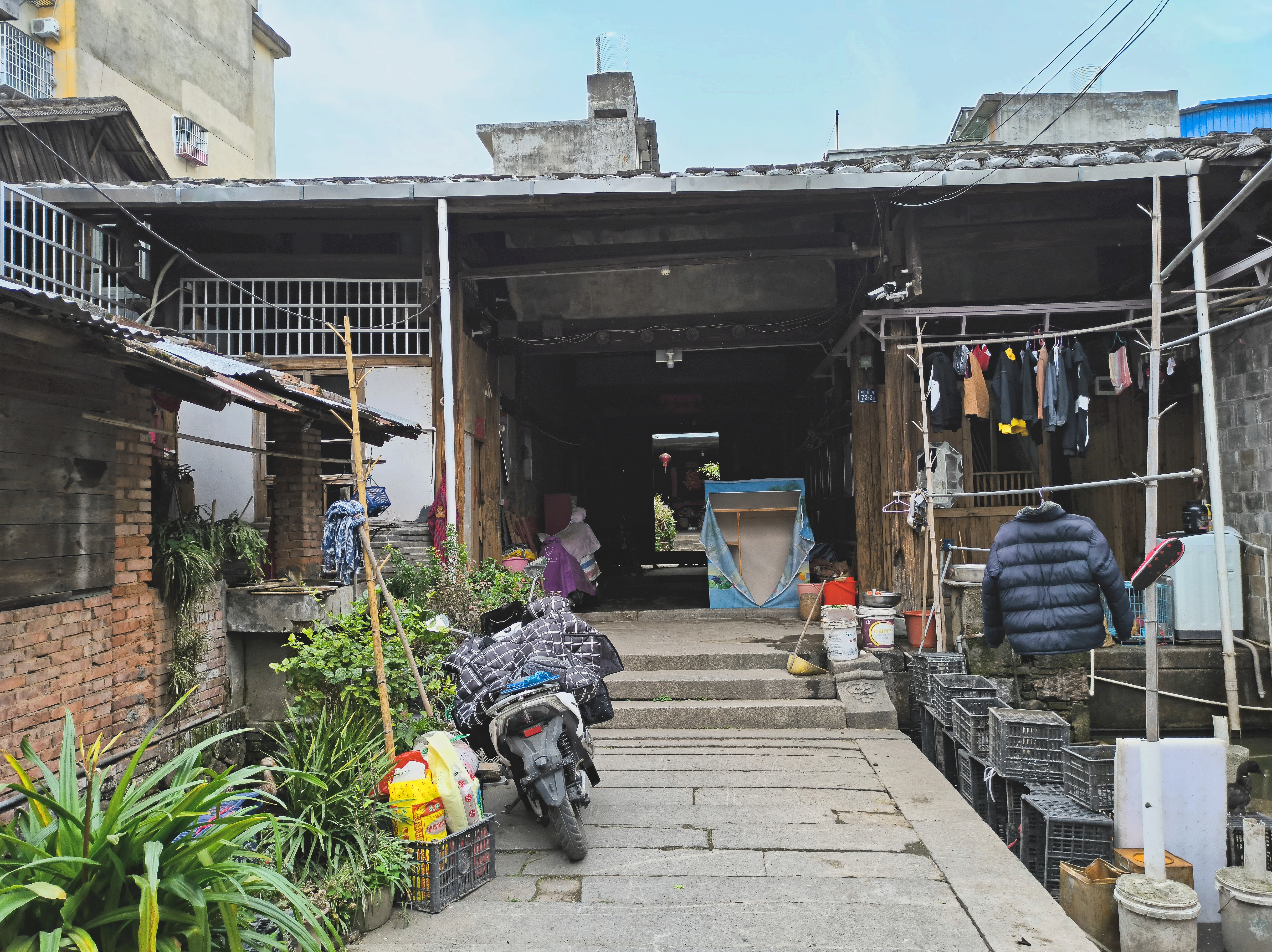
2023年元旦的会馆内部景象，此时会馆仍有人在居住，居民生活迹象随处可见。

会馆原建筑在霞浦县旗下街6号，坐北朝南，西与郑氏宗祠毗邻，穿斗式砖木结构，歇山顶，周身围以封火墙，六扇大瓦屋，前后两进格局，总面积741平方米。第一进建筑内有一个大厅，是山民祭祖和聚会的地方，面阔五间，进深七柱，屋顶为八角藻井。大厅两旁及楼上大多是客房，共有23间，前后两进之间以三层斗拱的回廊相连，廊顶为轩顶式，两廊围成的天井内有一个亭子。
作为畲族人建立的会馆，在会馆建立之初，中庭上便立有供奉畲族祖先“盘护忠勇王”的神龛，该神龛中的神牌是自罗源大坝头分灵而来。神龛前有香炉、烛台等物件，大厅的立柱悬挂一对金字楹联，题写着“功建前朝帝喾高辛亲敕赐，名吹后裔皇孙王子免差徭”。两侧壁间则书写有当地畲族姓氏（盘、蓝、雷、钟、李、吴）。
1966年，会馆内的神牌被焚毁，神龛、匾额等物件被砸毁，文革结束后，房屋陆续修复，后兴建了许多水泥房屋，为产权所有者使用。入选福建省文物保护单位后，福建省人民政府将会馆东面围墙外20米、南至门楼外街道、西至郑氏宗祠、北面围墙外30米的地区划为保护范围。2020年代，福建省文旅厅拨款对福宁山民会馆进行维修，增添了大量消防设施，设置了文物制度牌、安全出口标识等，并将神龛改建为金属质地。

## 民俗
自福宁山民会馆成立以来，会馆主持进行过诸多与畲族有关的民俗活动。在会馆成立之初，畲人在馆内设置了传说中畲族共祖盘瓠的神位，并时常祭祀。民国9年（1920年）春节，在会馆刚迁入新址之后不久，来自霞浦县西乡、南乡、东乡、附城区，以及福安、宁德、福鼎、寿宁、罗源、连江、闽侯、泰顺、平阳、云和和景宁等闽浙两省县份的代表齐聚会馆参加祭祖活动，此后每年的春节、清明及七月半（中元节）的祭祖活动成为会馆重要活动。通过祭祖活动，畲族人得以达到跨越姓氏、奉同一祖先而达到泛宗族性质的民族认同。中华人民共和国成立后，定期的祭祀活动基本停止，虽有部分畲民零零散散前来会馆祭祖，但并未形成规模。
除了畲族的祭祖活动外，会馆还是畲族手抄唱本“长连正歌”的汇集与流传场所。会馆的董事之一、被后世誉为畲族小说歌“歌王”的钟学吉，出身于今溪南镇的白露坑村一带，曾在馆内收集畲族的素材并以白露坑畲歌为基础编写歌本，创作了一百多篇畲族小说歌，随着喜爱歌曲的住馆畲民的学习与传唱，这些歌曲逐步扩展到山民会馆所影响的地区。据中华人民共和国成立后于1958年发布的调查，畲族的长篇叙事诗歌《末朝歌》，以及小说歌《钟良弼》、《蓝佃玉》和关于会馆本身的《三明会馆记》等，皆是发源于福宁山民会馆之中。2006年10月，发源于霞浦白露坑的畲族小说歌被列入中国国家级非物质文化遗产名录。

## 图集

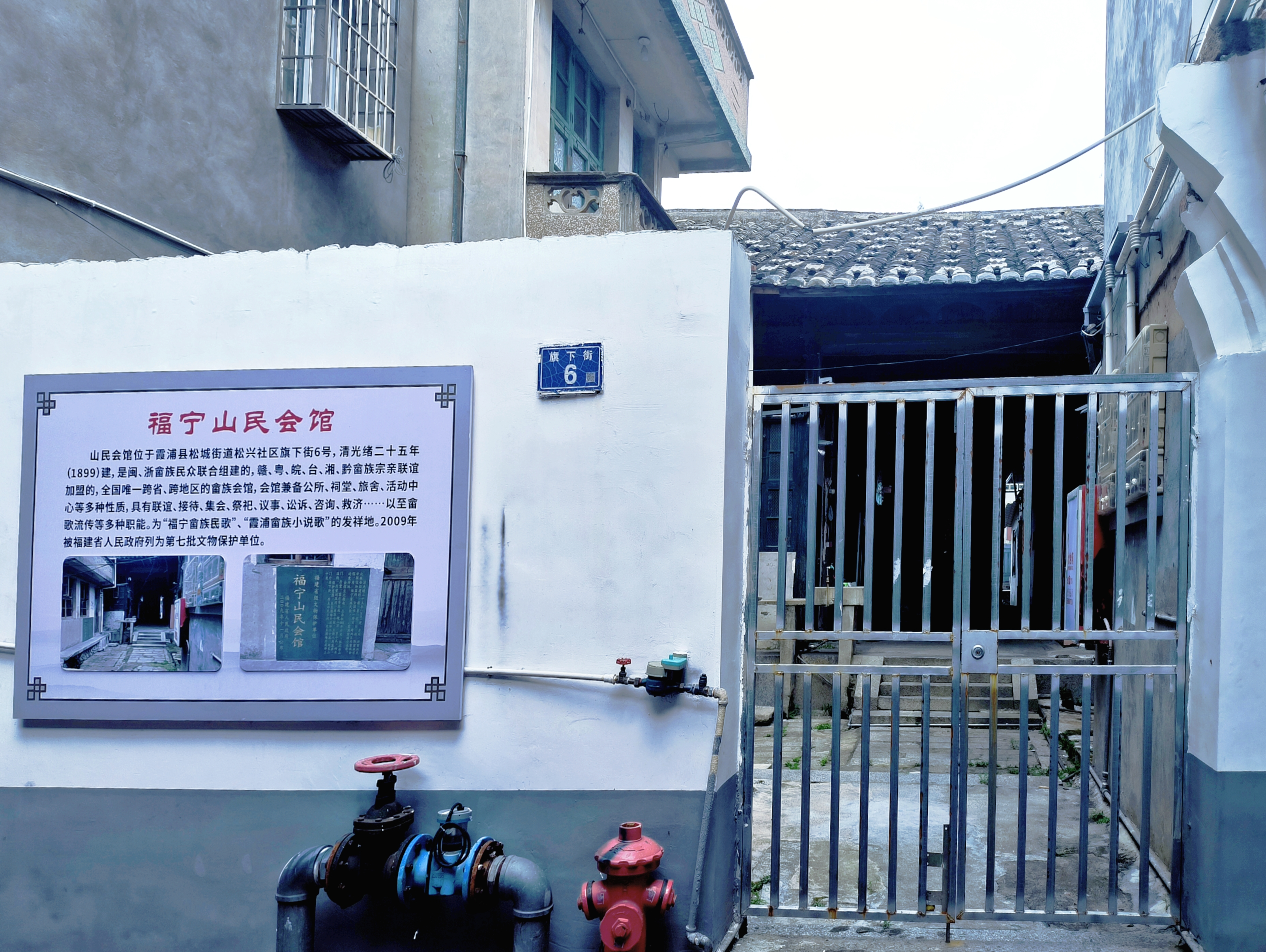
2024年8月的福宁山民会馆大门，及霞浦县有关部门张贴的简要介绍。
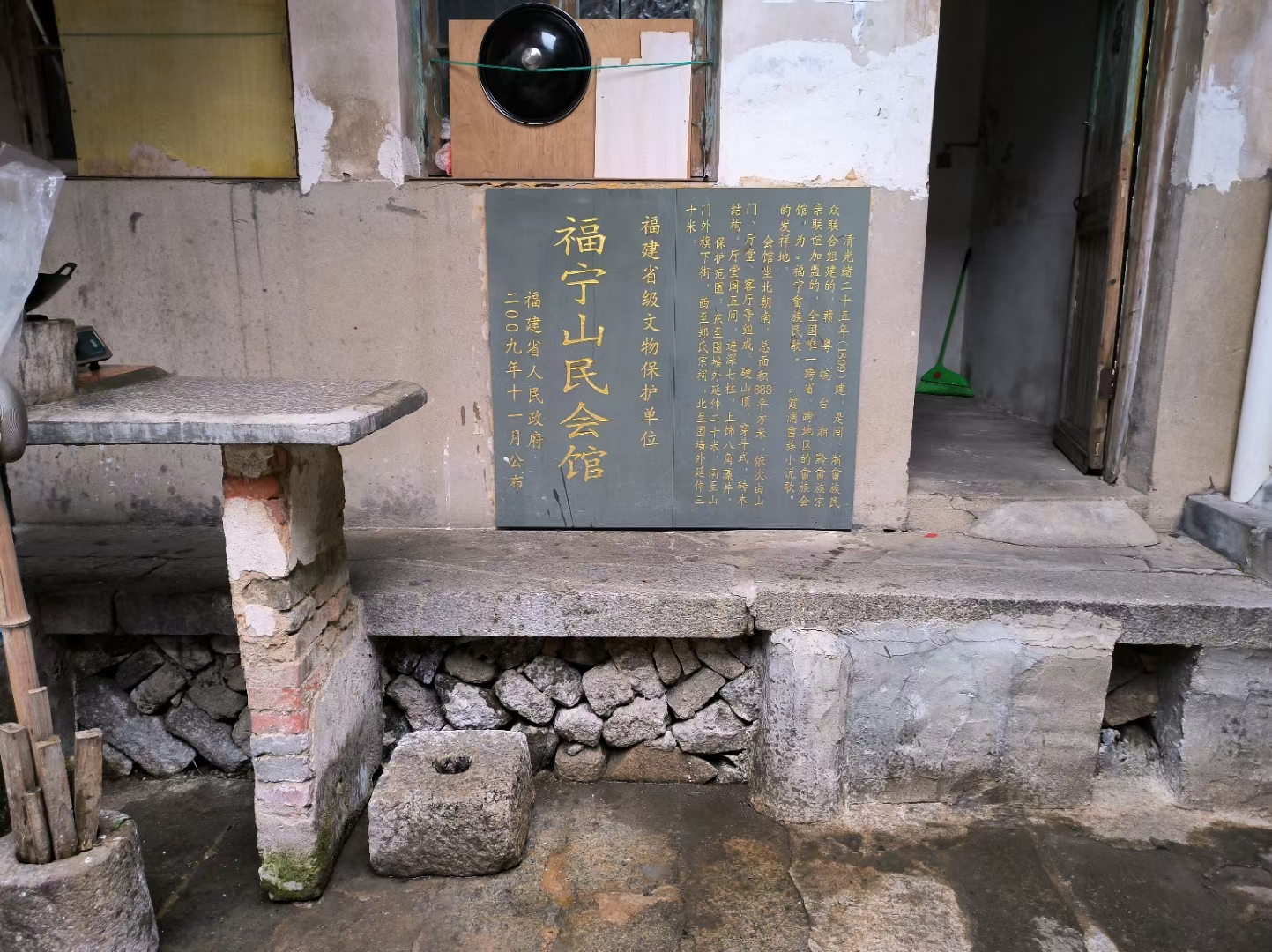
福宁山民会馆的福建省文物保护单位标志，镶嵌在会馆左侧民房的墙内。
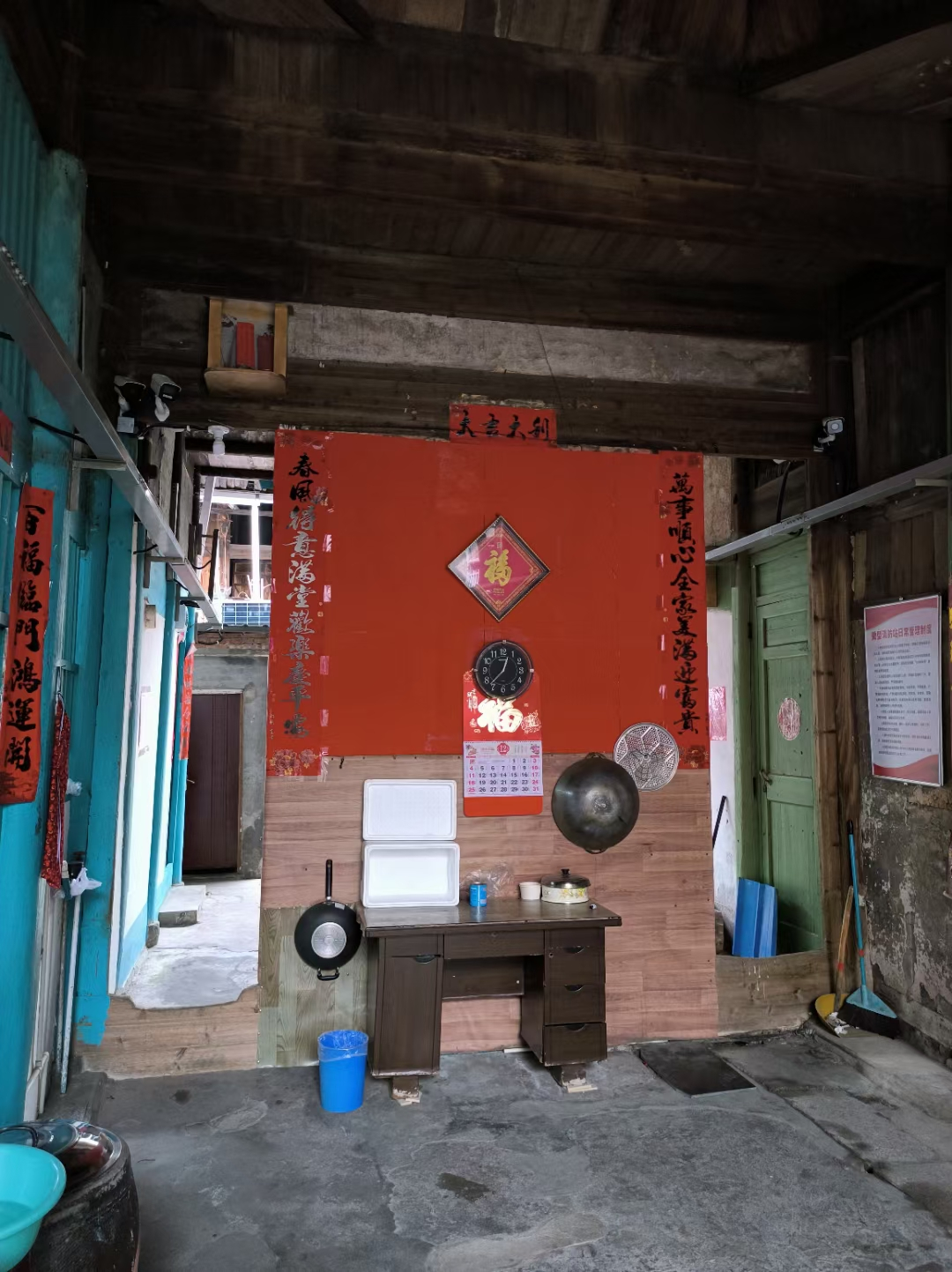
2023年初的会馆大厅，在建立之初供有盘瓠神位，此时摆着些许家具。
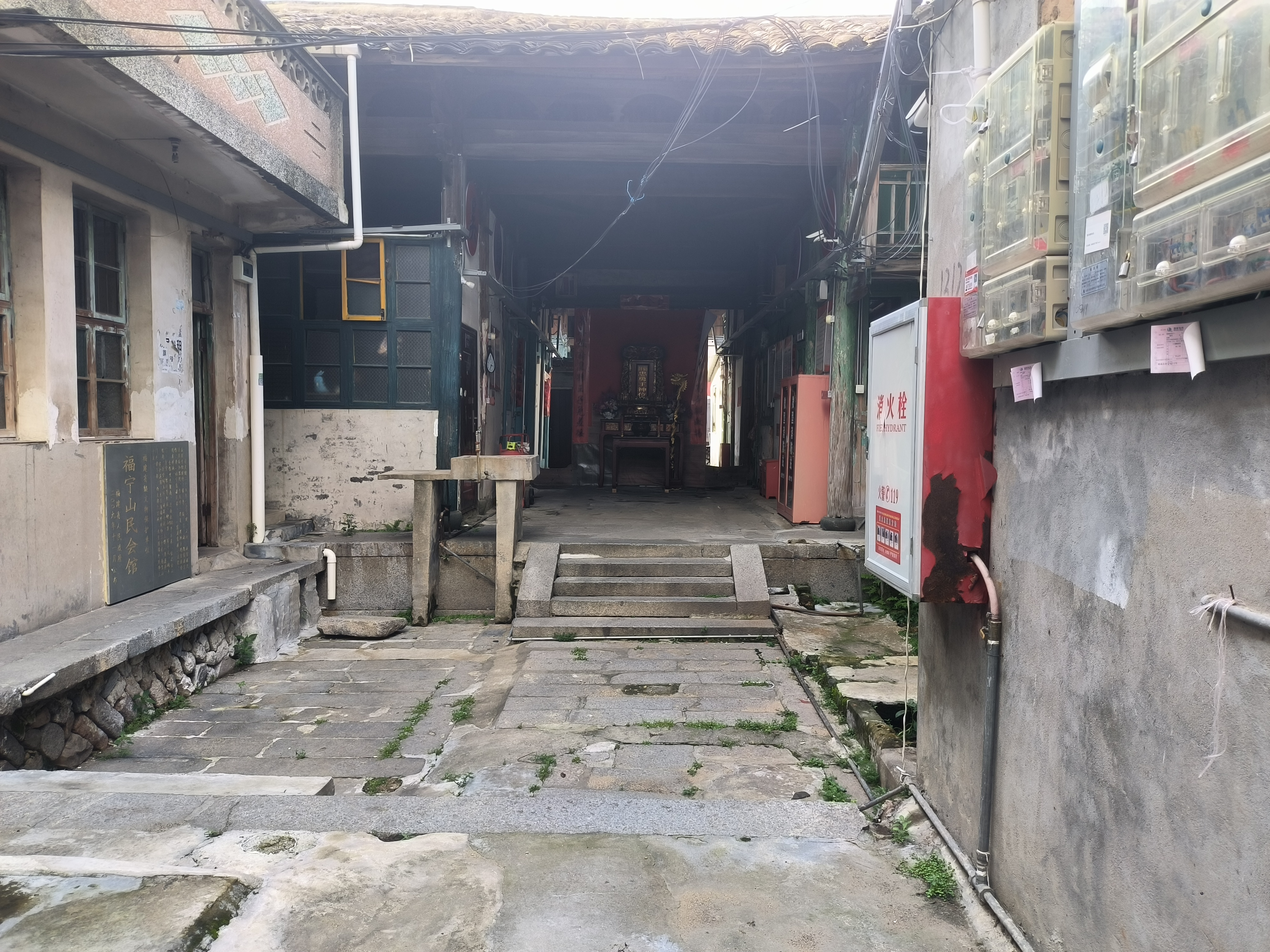
2023年8月的福宁山民会馆内景，正厅内供奉盘瓠的神位已恢复。
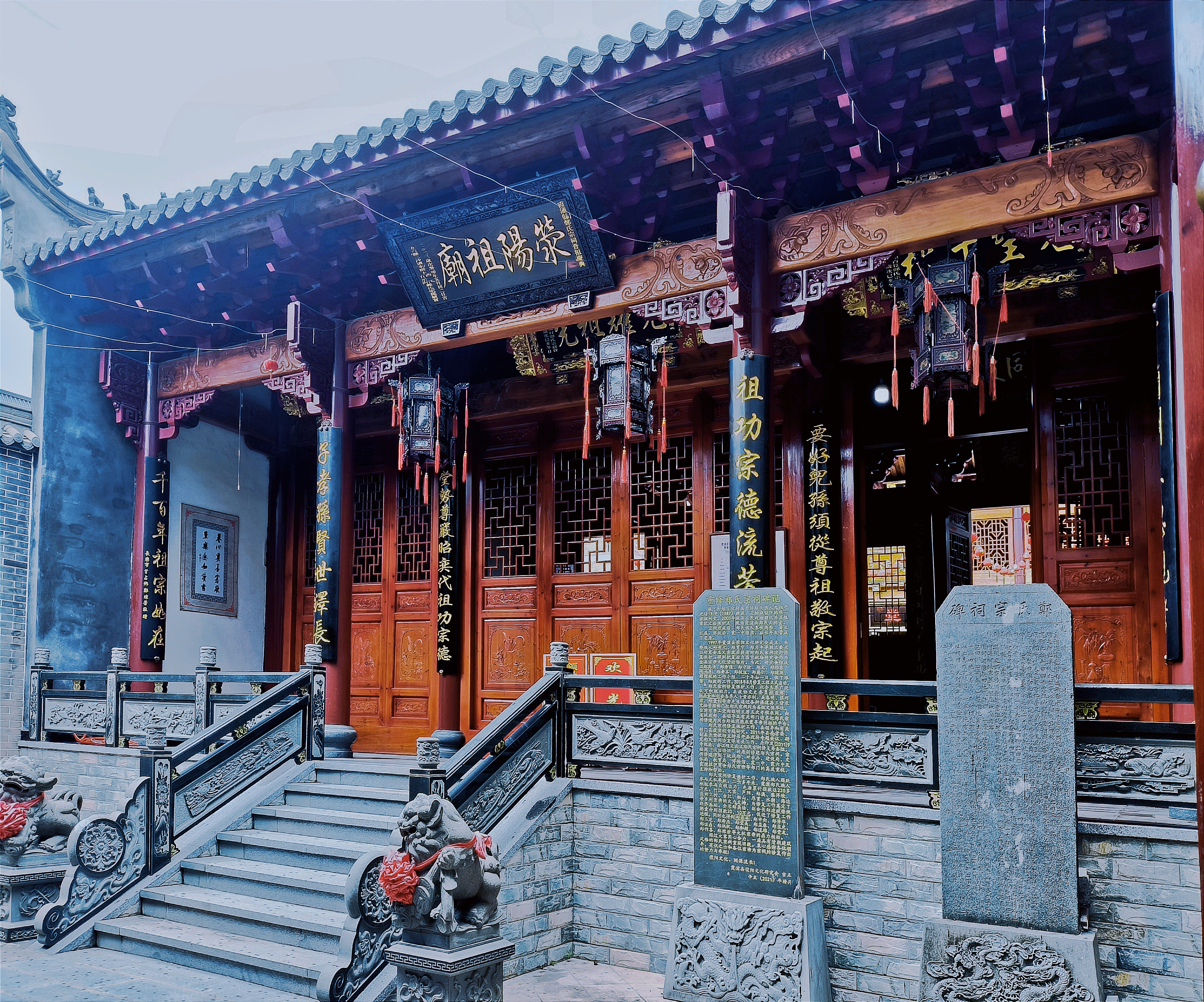
位于会馆西侧的郑氏宗祠，现为尚未核定公布为文物保护单位的不可移动文物。